# Jonas Holmquist

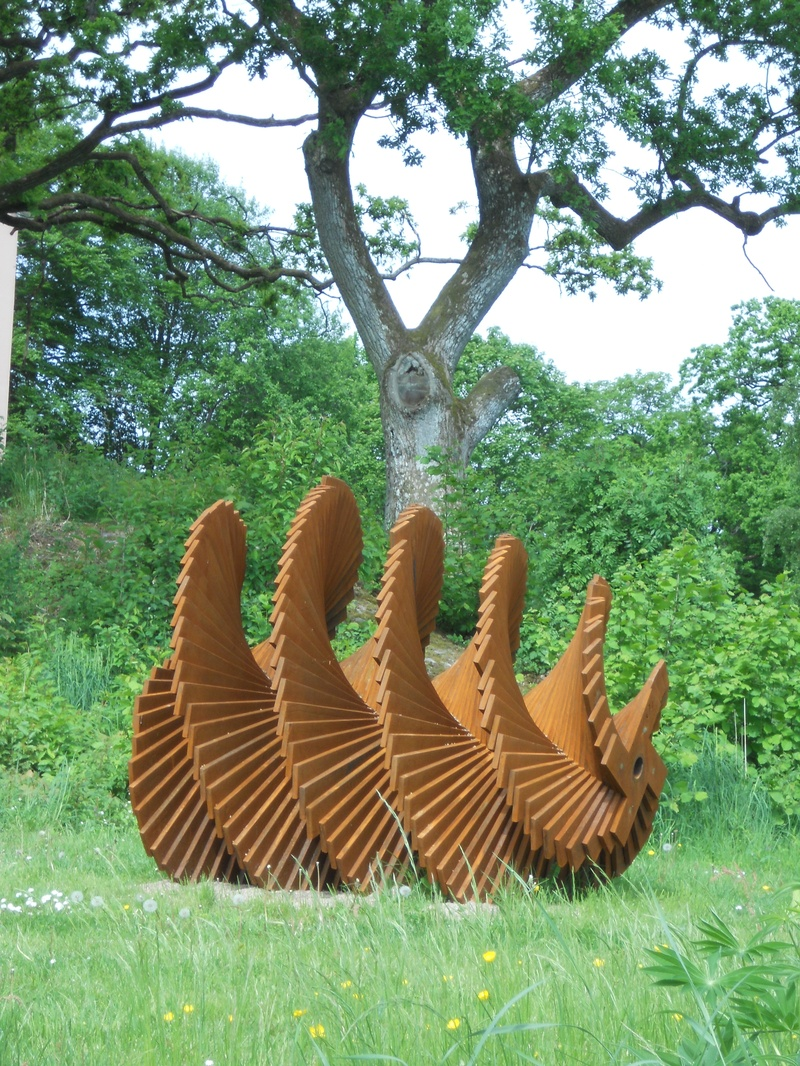
Tournesol i Holzhausens park i Vänersborg

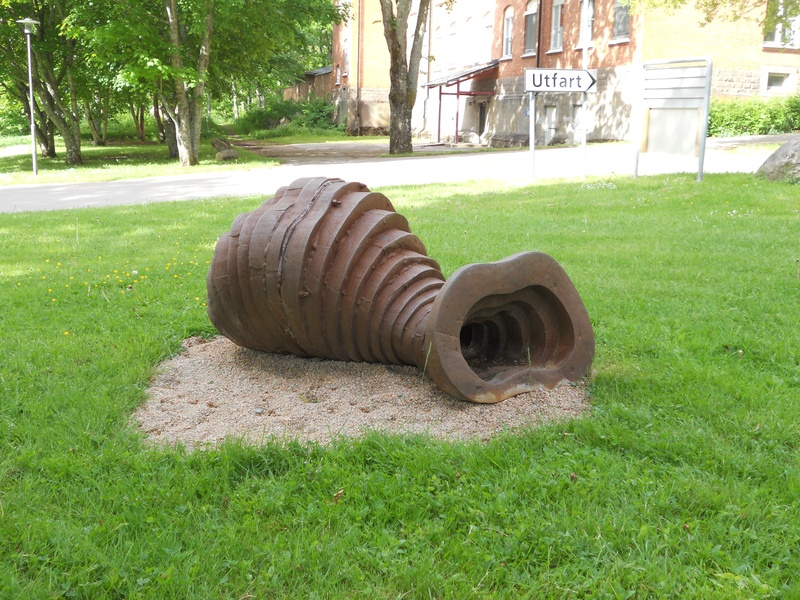
"Tratt" utanför Hotell Hehrne, Vänersborg 2012.

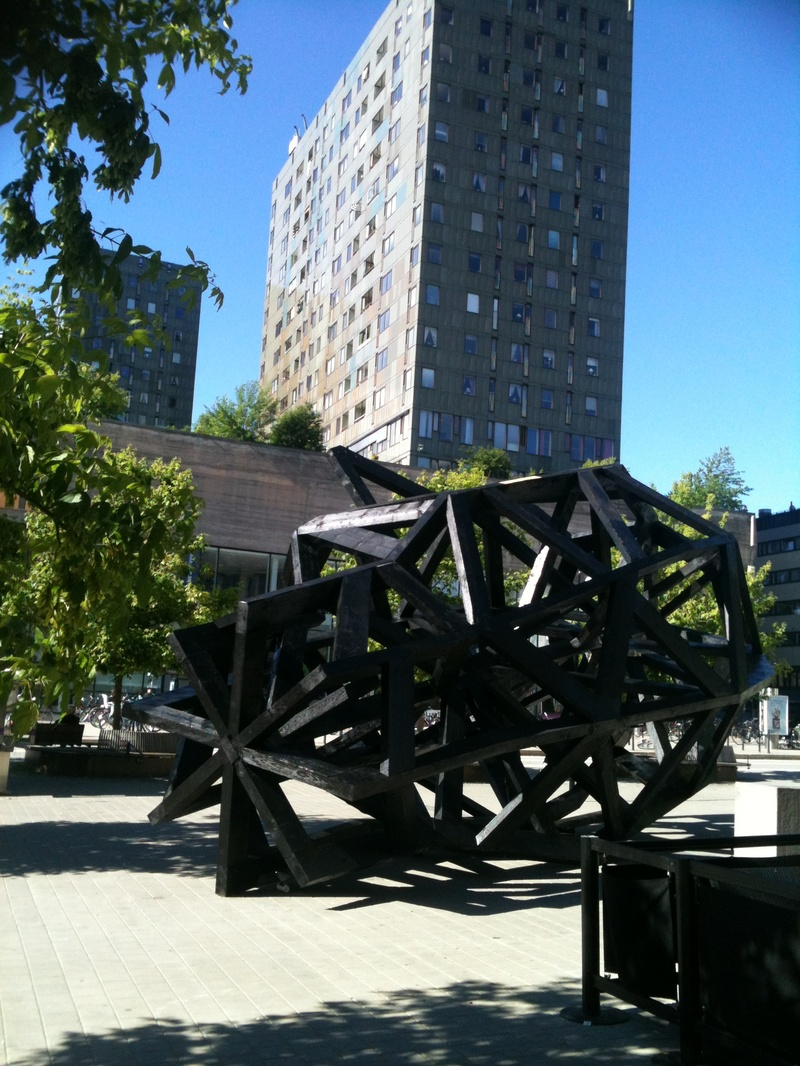
Huvud, Våghustorget, Örebro

Jonas Holmquist, född 1965 i Örebro, är en svensk skulptör.
Jonas Holmquist utbildade sig på Kungliga Konsthögskolan i Stockholm 2000-05 för Erik Dietman och Dan Wolgers. 

## Offentliga verk i urval
- Tratt, 2006, stål, utanför Hotell Hehrne, Restad gård, Vänersborg
- Tournesol, 2011, stål, Holzhausens park, Restad gård, Vänersborg
- Huvud, 2013, trä, Våghustorget , Örebro